# Яковлєв Олександр Миколайович
Я́ковлєв Олекса́ндр Микола́йович  (2 грудня 1923, дер. Корольово, Ярославська губернія — 18 жовтня 2005, Москва) — радянський і російський політичний діяч, публіцист, академік РАН, один з головних ідеологів, «архітекторів» Перебудови.
Учасник Німецько-Радянської війни. Член Комуністичної партії з 1944 року по серпень 1991 року, член і секретар ЦК КПРС (1986—1990), член Політбюро ЦК КПРС (1987—1990). У 1995—2000 Голова Російської партії соціальної демократії.

## Біографія

### Дитинство
Народився 2 грудня 1923 року в селі Корольово Ярославської губернії (нині Ярославський район, Ярославська область) в селянській родині. Батько — Микола Олексійович, мати — Агафія Михайлівна.
У 1938—1941 роках навчався в школі в селищі Красниє Ткачі (Червоні Ткачі).

### Учасник війни
Учасник Німецько-Радянськогої війни. Яковлєв був призваним на військову службу Ярославським РВК незабаром після закінчення середньої школи, 6 серпня 1941 року. За спогадами самого О. М. Яковлєва, він служив рядовим у навчальному артилерійському дивізіоні, потім був зарахований курсантом 2-го Ленінградського стрілецько-кулеметного училища, евакуйованого з Ленінграда в Глазов.
Після закінчення училища 2 лютого 1942 року лейтенант Яковлєв був зарахований в діючу армію. Служив командиром взводу на Волховському фронті в складі 6-ї бригади морської піхоти. У серпні 1942 року був важко поранений і евакуйований у тил на лікування. До лютого 1943 року перебував у госпіталі, після чого був демобілізований через хворобу.

### Партійна робота
У 1944 році вступив у ВКП(б) . Після демобілізації Яковлєв обіймав посаду старшого викладача та начальника кафедри військової та фізичної підготовки Ярославського педагогічного інституту ім. К. Д. Ушинського (листопад 1943 року — листопад 1944 року). Одночасно він навчався в ЯГПИ на історичному факультеті. Не закінчивши інститут, він в жовтні 1945 року був направлений на навчання у Вищу партійну школу при ЦК ВКП(б). Однак навчання тривало недовго, і в 1946 році у зв'язку з реорганізацією ВПШ А. Н. Яковлєв був направлений в розпорядження Ярославського обкому ВКП(б).
З 1946 року протягом двох років Яковлєв працював інструктором відділу пропаганди і агітації Ярославського обкому КПРС, далі — до 1950 року — членом редколегії обласної газети «Северный рабочий» («Північний робочий»). У 1950 році був затверджений заступником завідувача відділу пропаганди і агітації Ярославського обкому КПРС, а в наступному році — завідувачем відділу шкіл і вузів того ж обкому партії.
У 1953 році Яковлєва переводять до Москви. З березня 1953 по 1956 рік він працював інструктором ЦК КПРС — у відділі шкіл; у відділі науки, шкіл і вузів.
У 1956—1959 роках Яковлєв був направлений в Академію суспільних наук при ЦК КПРС, де навчався в аспірантурі на кафедрі міжнародного комуністичного і робочого руху.
З 1958 по 1959 роки стажувався в Колумбійському університеті (США). На стажуванні Яковлєв був в одній групі з співробітником КДБ Олегом Калугіним. Науковим керівником Яковлєва в США був Девід Трумен — автор концепції політичного плюралізму, один із знаних антикомуністів і політологів.
У 1960 році закінчив аспірантуру Академії суспільних наук при ЦК КПРС, захистив кандидатську дисертацію по темі: «Критика Американської буржуазної літератури з питання зовнішньої політики США 1953—1957 рр.» під керівництвом академіка Євгена Михайловича Жукова.
З квітня 1960 по 1973 рік знову працював в апараті ЦК КПРС (у відділі пропаганди ЦК) — почергово інструктором, зав. сектором, з липня 1965 року — першим заступником завідувача відділу пропаганди ЦК КПРС (призначення підписав Брежнєв), протягом останніх чотирьох років виконував обов'язки завідувача цього відділу. Одночасно (з 1966 до 1973 року) входив до складу редколегії журналу «Комунист» («Більшовик»).
У 1967 році захистив докторську дисертацію по темі: «Політична наука США і основні зовнішньополітичні доктрини американського імперіалізму (критичний аналіз післявоєнної політичної літератури з проблем війни, миру і міжнародних відносин 1945—1966 рр.)».
Стояв у джерел організації другої програми Всесоюзного радіо — радіостанції «Маяк», яка розпочала мовлення у 1964 році. У серпні 1968 року був направлений до Праги, де в якості представника ЦК спостерігав за ситуацією під час вторгнення військ країн-учасниць Варшавського договору до Чехословаччини. Повернувшись через тиждень в Москву, в бесіді з Л. В. Брежнєвим виступив проти зняття А. Дубчека.
Наприкінці 1960-х — початку 1970-х виступав за розвиток в СРСР соціології як науки, зокрема підтримував діяльність Ю. О. Левади, Б. А. Грушина і Т. І.Заславської.
У 1971—1976 роках був членом Центральної ревізійної комісії КПРС.
У листопаді 1972 року опублікував у «Літературній газеті» свою знамениту статтю «Проти антиісторизму», в якій виступив проти націоналізму (в тому числі в літературних журналах). Стаття загострила і так існуючі суперечності в середовищі інтелігенції: між «західниками» і «почвенниками». У зв'язку з критикою статті з боку Михайла Шолохова і після відповідного обговорення питання на Секретаріаті і в Політбюро ЦК, в 1973 році Яковлєв був відсторонений від роботи в партійному апараті і направлений послом у Канаду, де пробув 10 років. У роки перебування в Канаді здружився з прем'єр-міністром країни П'єром Трюдо, Трюдо називав своїх синів російськими іменами Міша (Михайлик) і Саша (Сашко) в знак любові до російської культури.
У 1983 році член Політбюро ЦК КПРС, секретар ЦК КПРС М. С. Горбачов відвідав Канаду, відновив знайомство з Яковлєвим, а потім наполіг на його повернення в Москву.
У 1984 році Яковлєв був обраний депутатом Верховної Ради СРСР.
Влітку 1985 року став завідувачем відділу пропаганди ЦК КПРС. У 1986 став членом ЦК КПРС, секретарем ЦК, який курирує питання ідеології, інформації і культури, на червневому (1987) пленумі — членом Політбюро, У 1989 році був обраний народним депутатом СРСР.

### Директор ІСЕМВ
У 1982 році помер академік Микола Іноземцев — директор Інституту світової економіки і міжнародних відносин. Кандидатура Яковлєва була запропонована Михайлом Горбачовим, «який близько познайомився з ним під час підготовки свого візиту до Канади 17—24 травня 1983 р.». За підтримки тодішнього генерального секретаря ЦК КПРС Юрія Андропова, Костянтина Черненка та Андрія Громико, також за сприяння Петра Федосєєва, Андрія Олександрова та Георгія Арбатова в травні 1983 року був призначений директором ІСЕМВ (альтернативним кандидатом був С. М. Меньшиков).
В період керівництва Яковлєва (1983—1985) інститутом була спрямована записка до ЦК КПРС про доцільність створення в СРСР підприємств з участю іноземного капіталу, а в Держплан СРСР — записка про насування економічній кризі і про поглиблення відставання СРСР від розвинених західних країн.
Станіслав Меньшиков згадував, що з приходом до влади Андропова «було прийнято рішення про підготовку нової редакції Програми КПРС», за його твердженням, директор ІСЕМВ Яковлєв «фактично очолював групу з підготовки нової програми партії».

### Ідеолог Перебудови
Влітку 1985 року Яковлєв став завідувачем відділу пропаганди ЦК КПРС. У 1986 році був обраний членом ЦК КПРС і став секретарем ЦК, який курирував спільно з Є. К. Лігачовим питання ідеології, інформації і культури. Виступав за всебічний розвиток зв'язків із західними країнами, а також з країнами Азіатсько-Тихоокеанського регіону і Близького Сходу (зокрема, і з Ізраїлем).
Крім своїх основних обов'язків Яковлєв брав активну участь у розробці та реалізації економічних і політичних реформ в СРСР, супроводжував Горбачова у ряді закордонних відряджень.
Сприяв публікації в СРСР творів Набокова, Солженіцина, Рибакова, Приставкіна, Дудинцева, виходу на екрани близько 30 раніше заборонених стрічок. Ініціатор рішення Політбюро ЦК КПРС у травні 1988 року про видання на базі видавництва «Правда» та журналу «Вопросы философии» («Питання філософії») раніше заборонених праць російських філософів.

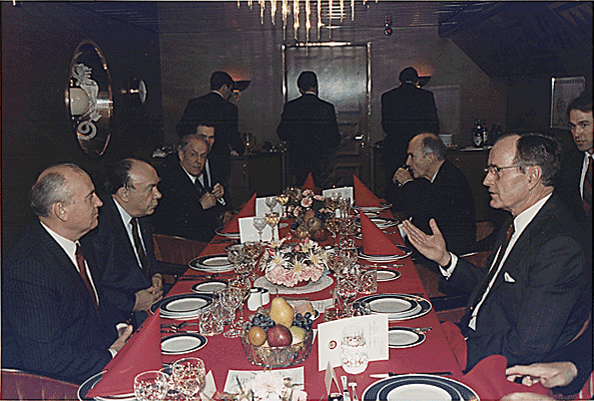
Яковлєв, Горбачов і Джордж Буш на Мальтійському саміті в грудні 1989 року.

Сприяв відновленню відносин між радянською державою та православною церквою, повернення РПЦ Оптиної пустені, Толгського монастиря, за що був нагороджений церковним орденом преподобного Сергія Радонезького.
У 1987 році брав активну участь в чищенні радянського генералітету по справі Матіаса Руста, сприяв призначенню на посаду міністра оборони Дмитра Язова. Рекомендував призначити головою КДБ Володимира Крючкова, з яким був близько знайомий ще з часів спільної роботи в 60-х роках в ЦК КПРС.
На XIX Всесоюзній конференції КПРС очолив комісію, що підготувала резолюцію «Про гласність». У серпні 1988 року здійснив візит до Латвійської РСР, де схвалив діяльність місцевої влади і неформальних організацій. На вересневому (1988 р.) Пленумі ЦК КПРС йому було доручено курирувати від ЦК КПРС зовнішню політику СРСР.
З жовтня 1988 року — голова Комісії Політбюро ЦК по додатковому вивченню матеріалів, пов'язаних з репресіями 1930—1940-х і початку 1950-х років.
У 1989 році був обраний народним депутатом СРСР. На II з'їзді народних депутатів СРСР у грудні 1989 року Яковлєв зробив доповідь про наслідки підписання в 1939 році Договору про ненапад між СРСР і Німеччиною («пакту Молотова — Ріббентропа») і таємних протоколів до нього. З'їзд прийняв резолюцію (після повторного голосування), що вперше признала наявність секретних протоколів до Пакту (оригінали були знайдені тільки восени 1992 року) і засудила їх підписання.
7 травня 1991 року в газеті «Радянська Росія» було опубліковано відкритий лист «Архітектор біля руїн» Геннадія Зюганова, що була адресована Яковлєву, в ньому містилася різка критика політики Перебудови.
З березня 1990 року по січень 1991 року — член Президентської Ради СРСР. На наступний день після призначення на цю посаду подав заяву про вихід зі складу Політбюро і складання з себе обов'язків секретаря ЦК. На XXVIII з'їзді КПРС відмовився від висунення на пост Генерального секретаря. Після розпуску Президентської ради був призначений старшим радником Президента СРСР. Подав у відставку з цієї посади 29 липня 1991 року, розійшовшись з Горбачовим у баченні перспектив Союзу (Яковлєв виступав за конфедерацію). У липні 1991 року створив, разом з Едуардом Шеварднадзе, альтернативний до КПРС Рух демократичних реформ. 15 серпня 1991 року був виключений з КПРС (за іншими даними, сам вийшов з партії 17 серпня того ж року).
Під час Серпневого путчу підтримав російський уряд і Б. М. Єльцина в боротьбі проти ГКЧП (ДКНС). Наприкінці вересня 1991 року був призначений Державним радником з особливих доручень і членом Політичної консультативної ради при Президентові СРСР.

### Після Перебудови

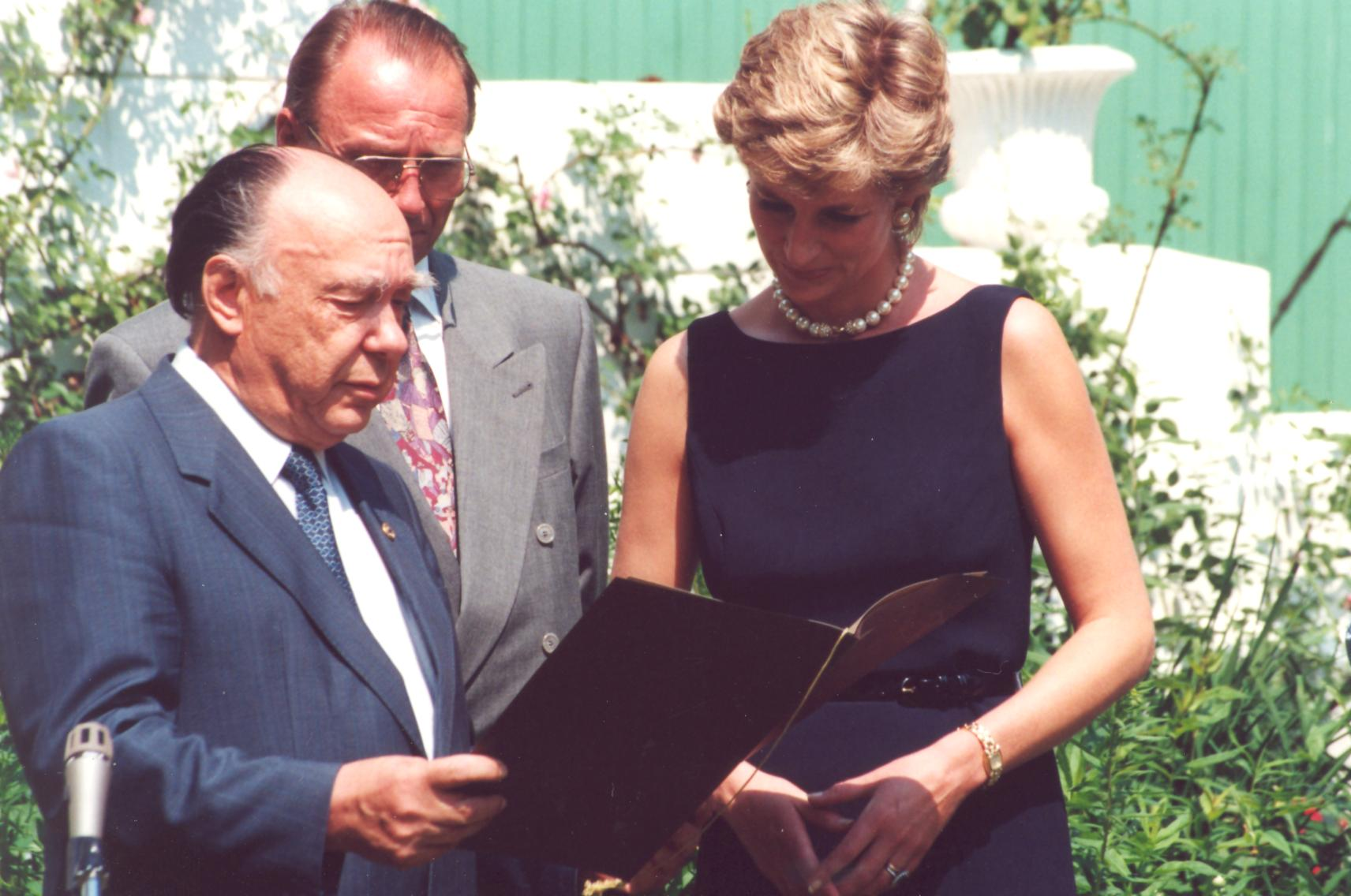
Олександр Яковлєв вручає принцесі Діані диплом лауреата Міжнародної Леонардо-премії

Після розпаду СРСР з січня 1992 року обіймав посаду віце-президента Горбачов-Фонду. В кінці року призначений головою Комісії при Президентові Російської Федерації з реабілітації жертв політичних репресій та вів величезну роботу в цьому напрямку. У 1993—1995 році також очолював Федеральну службу по телебаченню і радіомовленню і Державну телерадіокомпанію «Останкіно». З 1995 по 1998 рік був головою Ради директорів АТ «Громадське Російське Телебачення» («Первый канал»). З 1998 по 2001 рік — почесний голова Ради директорів ВАТ «Громадське Російське Телебачення». З 1995 року голова Російської партії соціальної демократії.
Закликав до суду над більшовицьким режимом, різко виступав проти антисемітизму, вважаючи його ганебним явищем для Росії. Піддавався критиці з боку націоналістичної і комуністичної преси, які звинувачували його в русофобії і зраді. В лютому 1993 року був звинувачений екс-головою КДБ В. О. Крючковим у «несанкціонованих контактах» з іноземною розвідкою, однак після спеціального розслідування, проведеного Генпрокуратурою та Службою зовнішньої розвідки, ці дані не підтвердилися. Керівник нелегальної розвідки СРСР Ю. В. Дроздов не підтверджує, що А. Н. Яковлєв був у списку агентів впливу Заходу, переданому М. С. Горбачову керівником КДБ В. О. Крючковим.
Очолював Міжнародний фонд «Демократія» (Фонд Олександра М. Яковлєва), в якому підготував до друку томи історичних документів, Міжнародний фонд милосердя та здоров'я і Леонардо-клуб (Росія).
У січні 2004 увійшов до складу «Комітету-2008: Вільний вибір». 28 квітня 2005 року, увійшов до наглядової ради громадської організації «Відкрита Росія». 22 лютого 2005 року підписав відкритий лист, в якому закликав міжнародне правозахисне співтовариство визнати колишнього керівника і співвласника компанії «ЮКОС» політичним в'язнем.

### Похорон
Помер 18 жовтня 2005 року. Громадянська панахида відбулася 21 жовтня у приміщенні РАН. Похований на Троєкуровському цвинтарі в Москві.

## Висловлювання та погляди
- Політичні висновки марксизму неприйнятні для теперішньої цивілізації, яка шукає шлях до пом'якшення конфліктів і вихідних суперечностей буття.
- Моновласність і моновлада — не соціалізм. До справжнього соціалізму потрібно йти через ринкову економіку, налагоджуючи вільний бесцензурне пересування інформаційних потоків, створюючи нормальну систему зворотних зв'язків.
- Потрібно, щоб нами правили не люди, а закони.
- Незважаючи на жебраків в переходах, на війни по околицях, на біженців, на безробіття, на «нових росіян» з усіма їх принадами — сьогодні країна краще, ніж 15 років тому (2005 рік)[29].
- СРСР програв «холодну війну» … Перемога в «холодній війні» — це спільна перемога. Це — прорив до цивілізованого співтовариства держав, — принаймні, можливості його в світовому масштабі вибудувати[30]

З середини 90-х років зацікавився буддизмом і написав книгу «Постижение» («Осягнення»), присвячену цьому вченню.

### Про Горбачова
Горбачов міг утопити в словах, грамотно їх складаючи, будь-яке питання. І робив це віртуозно. Але після бесіди пригадати було нічого, а це особливо цінується в міжнародних переговорах. Він уміло приховував за словесною огорожею свої справжні думки і наміри. До душі його дістатися неможливо. Мені часом здавалося, що він і сам побоюється заглянути всередину себе, побоюючись дізнатися про себе щось таке, чого і сам ще не знає або не хоче знати.

### Про перебудову
Критики приводять різні негативні оцінки Яковлєва, звинувачення його у зраді Радянської Батьківщини, навмисне ослаблення і розпад радянського ладу і КПРС. Колишній голова КДБ СРСР Володимир Крючков у своїй книзі «Особиста справа» (1994) писав: 
«Я жодного разу не чув від Яковлєва теплого слова про Батьківщину, не помічав, щоб він чимось пишався, наприклад, нашою перемогою у Великій Вітчизняній війні. Мене це особливо вражало, адже він сам був учасником війни, отримав важке поранення. Мабуть, прагнення руйнувати, розвінчувати усе брала верх над справедливістю, самими природними людськими почуттями, над елементарною порядністю по відношенню до Батьківщини і власного народу». І ще — я ніколи не чув від нього жодного доброго слова про російський народ. Та й саме поняття «народ» для нього взагалі ніколи не існувало. 
Відповідаючи на обвинувачення в «антипатріотизмі», Яковлєв, зокрема, говорив в інтерв'ю «Новим відомостям» («Новые известия») 8 квітня 2004 року під назвою «Про любов до Батьківщини не треба кричати»: «Патріотизм не вимагає шуму. Це, якщо хочете, певною мірою інтимна справа кожного. Любити свою країну — значить бачити її недоліки і намагатися переконати суспільство не робити того, чого не треба робити». Сам Яковлєв період 1985—1991 визначав як суспільні перетворення, що мали на меті звільнення громадських сил для нової історичної творчості.
У 1998 році Яковлєв, згадуючи про свою діяльність, говорив: «Треба було з нею [системою] якось кінчати. Є різні шляхи, наприклад, дисидентство. Але воно безперспективне. Треба було діяти зсередини. У нас був єдиний шлях — підірвати тоталітарний режим зсередини за допомогою дисципліни тоталітарної партії. Ми свою справу зробили».
У 2001 році він зізнавався: «На перших порах перебудови нам довелося частково брехати, лицемірити, хитрувати — іншого шляху не було. Ми повинні були — і в цьому специфіка перебудови тоталітарного ладу — зламати тоталітарну комуністичну партію».
У вступній статті до видання «Чорної книги комунізму» російською мовою Яковлєв говорив про цей період:
|  | …я багато і в'їдливо вивчав праці Маркса, Енгельса, Леніна і Сталіна, Мао і інших «класиків» марксизму, засновників нової релігії — релігії ненависті, помсти і атеїзму. <…> Давним-давно, більше 40 років тому, я зрозумів, що марксизм-ленінізм — це не наука, а публіцистика — людоїдська і самоїдська. Оскільки я жив і працював у вищих «орбітах» режиму, в тому числі і на найвищій — в Політбюро ЦК КПРС при Горбачові, — я добре уявляв, що всі ці теорії і плани — маячня, а головне, на чому тримався режим, - це номенклатурний апарат, кадри, люди, діячі. Діячі були різні: розумні, дурні, просто дурні. Але всі були циніки. Всі до одного, і я — в тому числі. Прилюдно молилися лжекумірам, ритуал був святістю, щирі переконання — тримали при собі. Після XX з'їзду в надвузьких колі своїх найближчих друзів і однодумців ми часто обговорювали проблеми демократизації країни і суспільства. Обрали простий, як кувалда, метод пропаганди «ідей» пізнього Леніна. <…> Група справжніх, а не уявних реформаторів розробили (зрозуміло, усно) наступний план: авторитетом Леніна вдарити по Сталіну, по сталінізму. А потім, в разі успіху, Плехановим і соціал-демократією бити по Леніну, лібералізмом і «моральним соціалізмом» — по революциінаризму взагалі. <…> Радянський тоталітарний режим можна було зруйнувати тільки через гласність і тоталітарну дисципліну партії, прикриваючись при цьому інтересами вдосконалення соціалізму. <…> Озираючись назад, можу з гордістю сказати, що хитромудра, але вельми проста тактика - механізми тоталітаризму проти системи тоталітаризму — спрацювала. Оригінальний текст (рос.) …я много и въедливо изучал работы Маркса, Энгельса, Ленина и Сталина, Мао и других «классиков» марксизма, основателей новой религии — религии ненависти, мести и атеизма. <…> Давным-давно, более 40 лет назад, я понял, что марксизм-ленинизм — это не наука, а публицистика — людоедская и самоедская. Поскольку я жил и работал в высших «орбитах» режима, в том числе и на самой высшей — в Политбюро ЦК КПСС при Горбачёве, — я хорошо представлял, что все эти теории и планы — бред, а главное, на чём держался режим, — это номенклатурный аппарат, кадры, люди, деятели. Деятели были разные: толковые, глупые, просто дураки. Но все были циники. Все до одного, и я — в том числе. Прилюдно молились лжекумирам, ритуал был святостью, истинные убеждения — держали при себе.После XX съезда в сверхузком кругу своих ближайших друзей и единомышленников мы часто обсуждали проблемы демократизации страны и общества. Избрали простой, как кувалда, метод пропаганды «идей» позднего Ленина. <…> Группа истинных, а не мнимых реформаторов разработали (разумеется, устно) следующий план: авторитетом Ленина ударить по Сталину, по сталинизму. А затем, в случае успеха, Плехановым и социал-демократией бить по Ленину, либерализмом и «нравственным социализмом» — по революционаризму вообще. <…>Советский тоталитарный режим можно было разрушить только через гласность и тоталитарную дисциплину партии, прикрываясь при этом интересами совершенствования социализма. <…> Оглядываясь назад, могу с гордостью сказать, что хитроумная, но весьма простая тактика — механизмы тоталитаризма против системы тоталитаризма — сработала. |

У 2003 році Яковлєв говорив, що ще у 1985 році запропонував Горбачову план змін в країні, проте Горбачов відповів, що поки «зарано». На думку Яковлєва, Горбачов тоді ще не думав, що «з радянським ладом пора кінчати». Яковлєв також зазначав, що йому доводилося долати сильний опір частини партійного апарату і 
для користі справи доводилося і відступати, і лукавити. Я сам грішний — лукавив не раз. Говорив про «оновлення соціалізму», а сам знав, до чого справа йде.
Колишній перший заступник Голови КДБ СРСР Філіпп Бобков в інтерв'ю заявив наступне:
|  | Запізнилися з викриттям Яковлєва не ми. Це наш голова (який виявився, між іншим, на чолі КДБ завдяки Горбачову) проявив нерішучість, спробував владнати все кулуарним способом, замість того щоб задовго до серпня 1991 року оприлюднити матеріали розвідки, які попереджали суспільство про підготовку Сполученими Штатами розвалу СРСР через групу Яковлєва. Оригінальний текст (рос.) Опоздали с разоблачением Яковлева не мы. Это наш председатель (оказавшийся, между прочим, во главе КГБ благодаря Горбачёву) проявил нерешительность, попытавшись уладить всё кулуарным способом, вместо того чтобы задолго до августа 1991 года обнародовать материалы разведки, предупреждавшие общество о подготовке Соединёнными Штатами развала СССР через группу Яковлева. |

## Нагороди
- Орден «За заслуги перед Вітчизною» II ступеня;
- Орден Жовтневої Революції;
- Орден Червоного Прапора;
- Орден Вітчизняної війни I ступеня;
- Три ордена Трудового Червоного Прапора;
- Орден Дружби народів;
- Орден Червоної Зірки;
- Орден преподобного Сергія Радонезького III ступеня (РПЦ, 1997 рік)[38];
- Великий офіцерський хрест ордена «За заслуги перед Федеративною Республікою Німеччина»;
- Командор ордена «За заслуги перед Польською республікою»;
- Орден Великого князя Литовського Гедиміна (Литва);
- Орден Трьох зірок (Латвія);
- Орден Хреста землі Марії 2 ступеня (Естонія, 3 лютого 2003 року);
- Орден Визволителя[es] (Венесуела);
- а також багатьма медалями.

### Почесні звання
- З 1984 року член-кореспондент (Відділення економіки, спеціальність «Світова економіка і міжнародні відносини») АН СРСР.
- З 1990 року дійсний член Академії наук СРСР у Відділені світової економіки і міжнародних відносин.
- Почесний доктор Даремського та Екзетерського університетів (Велика Британія).
- Почесний доктор університету Сока (Японія).
- Нагороджений почесною Срібною медаллю Празького університету (Карлів університет, Чехія).